# Hololepta semicincta
Hololepta semicincta är en skalbaggsart som beskrevs av Sylvain Auguste de Marseul 1853. Hololepta semicincta ingår i släktet Hololepta och familjen stumpbaggar. Inga underarter finns listade i Catalogue of Life.